# Château de Montjourdain
Le château de Montjourdain ou logis de Mont Jourdain est situé dans la commune de Chassors, en Charente, à 30 kilomètres à l'ouest d'Angoulême près de Jarnac.

## Historique
Peu avant la Révolution, le fief de Montjourdain comme celui de Nanclas dépendait du comté de Jarnac « au devoir d'une paire d'éperons dorés à muance de seigneur et de vassal ».
En 1642, Montjourdain appartenait à Bernard Martin, avocat au conseil privé du roi, puis à François Laisné, seigneur de la Nérolle. En 1698, Nanclas et Montjourdain sont vendus à Jean de La Charlonnerie et son épouse Françoise Laisné. En 1751, Montjourdain est cédé à Jacques Poujaud de Chaignet, seigneur de Nanclas. En 1771, le domaine est vendu à Jean Guillé, négociant de la ville de Cognac, qui fit construire le logis actuel.
Au cours du XIXe siècle, la propriété, morcelée, change souvent de propriétaires. Pendant la Seconde Guerre mondiale, le logis, à l'abandon, est occupé par des réfugiés.
Son état est très dégradé quand en 1965 le propriétaire en entreprend la restauration. 
Le 7 juin 1968, le château, façade et toiture, est inscrit monument historique.

## Architecture
Construit probablement vers 1790 par Jean Guillé, le bâtiment offre une architecture de style néo-classique en pierre et tuile charentaise, comme on en trouve parmi les riches demeures viticoles de la région, mais surtout dans le Bordelais.
Il s'agit d'un bâtiment rectangulaire à un étage, pourvu sur ses deux façades d'un avant-corps en légère avancée, chacun étant surmonté d'un fronton triangulaire percé d'un œil-de-bœuf. Un fronton curviligne surmonte aussi la porte d'entrée. Sept fenêtres percent l'étage sur chaque façade,.
D'accès privé, le domaine n'est pas visitable, mais des manifestations culturelles y sont parfois organisées.

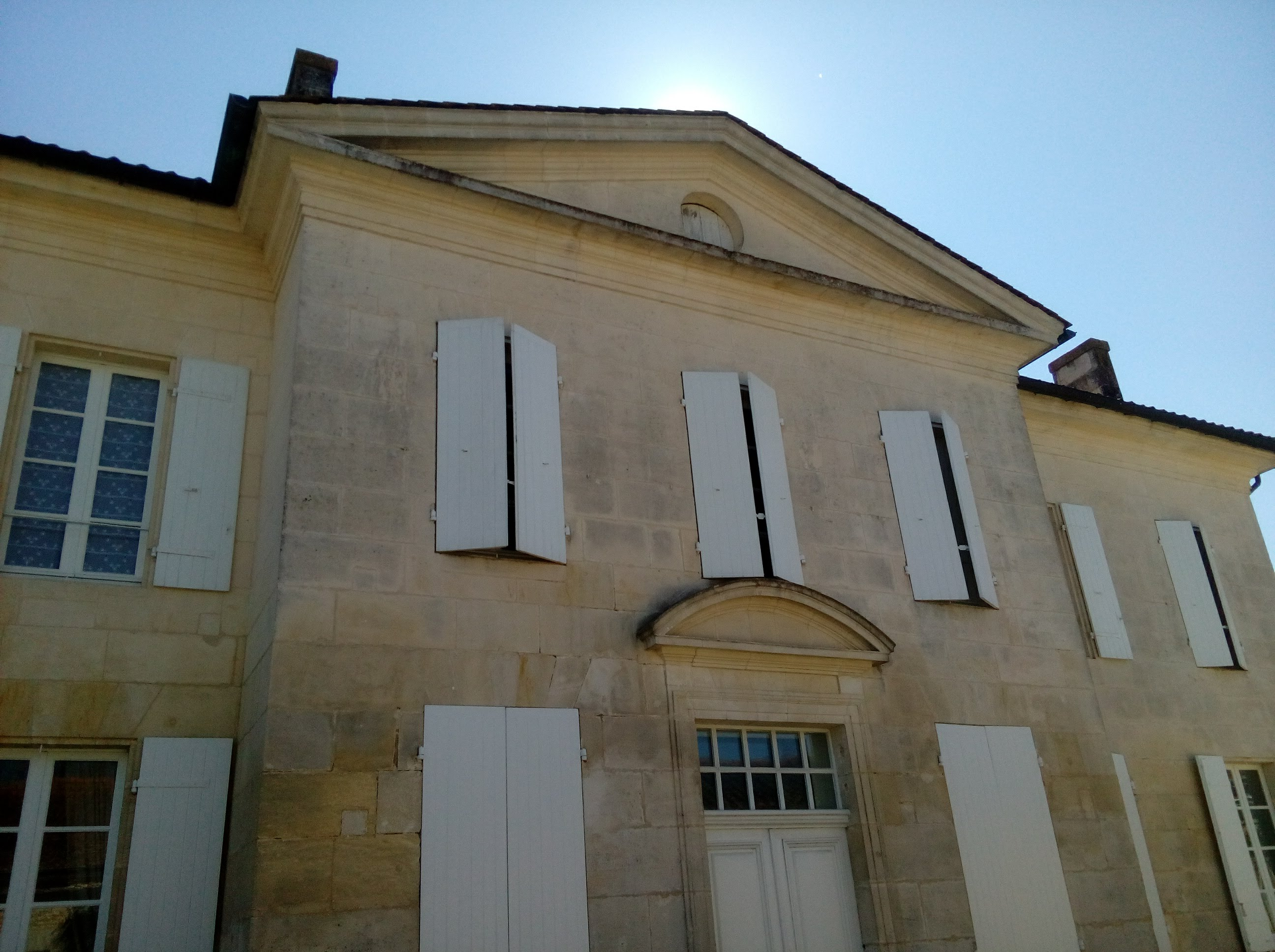
La façade nord et la porte d'entrée.